# Hotepheresz
Hotepheresz (ḥtp-ḥr=s; „az ő arca legyen elégedett”) ókori egyiptomi név; több ókori egyiptomi hölgy neve a IV. dinasztia idején.
- I. Hotepheresz királyné, Sznofru fáraó felesége, Hufu anyja;[1]
- II. Hotepheresz, az előző unokája, Hufu leánya, Kawab, majd Dzsedefré felesége[1]
- Hotepheresz hercegnő, Sznofru leánya; saját fivéréhez, Anhhaf vezírhez ment feleségül, az ő sírjában említik, saját sírja ismeretlen[2]
- Hotepheresz hercegnő, Dzsedefré leánya; apja Abu Roás-i halotti templomában talált szobortöredéken maradt fenn a neve;[2]
- Hotepheresz, Dzsedefré fáraó egyik fiának, Baka hercegnek felesége; férje szobrán ábrázolják, a szobor ma Kairóban található.[2]